# Charles Kagimu
Charles Kagimu (Kampala, 15 september 1998) is een Oegandees wielrenner.

## Carrière
In april 2014 werd Kagimu twintigste in de wegwedstrijd op de Gemenebestspelen. In 2021 werd hij elfde in het eindklassement van de Ronde van Thailand.
Op het wereldkampioenschap gravel in 2022 eindigde Kagimu op plek 61. Vier maanden later, in februari 2023, werd hij Afrikaans kampioen tijdrijden, voor Moise Mugisha en Henok Mulubrhan. Deze tijdrit reed hij op de oude tijdritfiets van prof Luke Rowe. Later dat jaar nam hij ook deel aan de wegwedstrijd op het wereldkampioenschap, die hij niet uitreed. In de tijdrit eindigde hij op plek 49.
In maart 2024 won Kagimu de tijdrit op de Afrikaanse Spelen.

## Overwinningen
2023
 Afrikaans kampioen tijdrijden, elite
2024
 Tijdrit op de Afrikaanse Spelen
 Afrikaans kampioen tijdrijden, elite
2025
 Oegandees kampioen tijdrijden, elite
 Oegandees kampioen op de weg, elite

## Resultaten in voornaamste wedstrijden
|      | \| Jaar \| \| WK op de weg \| \| ---- \| \| ------------ \| \| 2023 \| \| opgave \| |              |
| Jaar |                                                                                     | WK op de weg |
| 2023 |                                                                                     | opgave       |

## Ploegen
- 2017 –  Bike Aid (stagiair vanaf 1 augustus)
- 2018 –  Bike Aid
- 2019 –  Bike Aid
- 2020 –  Bike Aid
- 2021 –  Bike Aid
- 2022 –  ProTouch
- 2025 –  Team Amani

Beck · Bichlmann · van Engelen · Habtom · Holler · Kangangi · Kipkemboi · Langat · Lechner · Mengis · Rugg · Schäfer · Schnapka · Teshome · Thömel · Kagimu (stagiair) · Kiplagat (stagiair)
Abraham · Bichlmann · Carstensen · van Engelen · Holler · Kagimu · Kangangi · Kipkemboi · Langat · Lechner · Schäfer · Schnapka · Teshome · Thömel